# François Joseph Lefebvre
François Joseph Lefebvre (Rouffach, 25 ottobre 1755 – Parigi, 14 settembre 1820) è stato un generale francese, Maresciallo dell'Impero e duca di Danzica.
Era figlio di un mugnaio, connestabile della città.

## Biografia
Il giovane François venne avviato alla vita ecclesiastica dallo zio abate, ma ben presto egli ne rivelò le scarse attitudini, per poi arruolarsi a diciassette anni nel reggimento delle Guardie francesi.
Nel 1782 divenne sergente e l'anno successivo si sposò con una lavandaia, Catherine Hübscher, che rimase sua fedele compagna per tutta la vita.
Nel 1789 il reggimento delle Guardie francesi partecipò alla presa della Bastiglia ed è noto che Lefevbre simpatizzò sin dall'inizio per la rivoluzione pur non sopportando i giacobini radicali; nello stesso anno il reggimento fu sciolto ed egli passò nel Battaillon des Filles-Saint-Thomas con il grado di sottotenente.
Come comandante di una compagnia di granatieri si guadagnò il rispetto e l'affetto dei suoi uomini e il 1º gennaio 1792 divenne capitano del 13º battaglione di fanteria leggera dell'Armata della Mosella.
Lo scoppio della guerra della Prima Coalizione accelerò la sua carriera, tanto che nel 1794 divenne generale di brigata; l'anno successivo venne promosso a generale di divisione in « [...] riconoscimento del talento e del coraggio dimostrati» durante i combattimenti intorno a Kaiserslautern. Prima che l'anno fosse finito, Lefebvre divenne generale di divisione ad interim, distinguendosi a Geisberg e Wissembourg.
Quello stesso anno l'Armata della Mosella e alcuni contingenti delle armate del Reno e del Nord furono fuse, costituendo l'Armata di Sambre e Meuse, con a capo il generale Jourdan.
Dopo alcune sconfitte iniziali, i francesi riportarono un'importante vittoria contro le truppe austriache a Fleurus. La divisione di Lefebvre rimase sempre salda al suo posto, al contrario di altre, e inoltre lanciò il contrattacco definitivo che risolse la giornata.
Lefebvre partecipò poi alle campagne militari del 1795/'97 come comandante delle avanguardie prima nell'Armata del Reno e della Mosella, poi nell'Armata di Sambre e Mosa distinguendosi sempre per « [...] talento e valore, come comandante di grande competenza, energico ed affidabile».
L'anno successivo andò in congedo tuttavia, un anno dopo, venne richiamato per fronteggiare la Seconda Coalizione ed assunse il comando di una divisione dell'Armata del Danubio, sotto il comando di Jourdan.
I francesi vennero battuti a Ostrach, sia pure con qualche difficoltà, dagli austriaci e lo stesso Lefebvre venne ferito ad un braccio da una pallottola.
Ritornò quindi a Parigi per la convalescenza, ma trovò la capitale in pieno fermento: ormai il Direttorio era alquanto impopolare e, nel tentativo di scongiurare rivolte, il generale fu messo a capo del 17º distretto militare di Parigi.
Ma nel mese di ottobre tornò dall'Egitto il Bonaparte, che assieme ad alcuni membri del Direttorio, si apprestava a compiere un colpo di Stato; lo stesso Lefebvre venne invitato a far visita al quartier generale di Napoleone, dove egli espose le sue intenzioni e ne chiese il suo appoggio. Per tutta risposta Lefevbre disse: «Si, buttiamo nel fiume i legulei».
Con l'avvento del Consolato, ebbe l'incarico di reprimere un'insurrezione in Vandea, nel 1800 divenne senatore e nel 1804 il suo nome compariva nella lista dei diciotto marescialli dell'Impero.
Come Kellermann, Perignon e Serurier le sue mansioni erano ormai principalmente al Senato, anche a causa delle ferite gravi riportate gli anni precedenti, che non gli permettevano più di mantenere un comando sul campo.
Allo scoppio della guerra delle terza Coalizione, nel 1805, Lefevbre ebbe solo comandi sedentari o di seconda
linea. Tuttavia verso la fine di quell'anno gli venne affidato il comando della fanteria della Vecchia Guardia, incarico importante ma che lasciava poca libertà.
Nel 1807 ricevette l'incarico di comandare l'assedio alla fortezza di Danzica, con un esercito di truppe provenienti da vari paesi. Fu un assedio in piena regola che durò dal 10 marzo al 25 maggio 1807, nel quale egli si distinse per coraggio ed esempio personale; con la capitolazione della fortezza venne nominato duca di Danzica.
L'anno successivo partecipò, con non troppo successo, alla campagna di Spagna, sotto il comando di Napoleone. Egli non comprese la strategia dell'Imperatore e nonostante avesse battuto gli spagnoli a Espinosa, rischiava di mandare a monte l'intero piano di accerchiamento, fin quando nel 1809 non venne destituito dal suo incarico per passare al comando del 7º corpo bavarese.
In quella zona l'Austria si preparava all'offensiva e le truppe, disposte maldestramente da Berthier (concentrate a Ratisbona e ad Augusta, 120 km di distanza) erano facile preda. Tuttavia il 7º corpo da solo tenne il varco tra le due città e in collaborazione con Davout, Lefebvre ne smorzò l'offensiva e compì l'azione di copertura che permise a Napoleone di colpire a Eckmuhl.
Successivamente Lefebvre puntò sul Tirolo, che con alterne fortune tentò di pacificare; dopo Aspern-Essling ricevette l'ordine di ricongiungersi al resto dell'armata e durante la battaglia di Wagram il suo corpo d'armata non prese parte ad alcun combattimento. Tornò in Tirolo, che riuscì a pacificare dopo notevoli sforzi.
Nel 1810 si ritirò nei suoi possedimenti, ma ritornò in servizio due anni dopo come comandante della fanteria della Vecchia Guardia in occasione della campagna di Russia. Nonostante la sua età (58 anni) subì il calvario della ritirata ed il dramma della morte del figlio, generale di brigata; chiese di essere sollevato dall'incarico e non partecipò alle campagne del 1813.
Con l'invasione della Francia del 1814, egli fu richiamato in servizio e nonostante l'età diede grande prova di sé. Condusse personalmente una carica della Vecchia Guardia a Montmirail ed a Monterrai.
Tuttavia, dopo la sconfitta di Napoleone a Arcis-sur-Aube, Lefebvre comprese che ormai era finita e fu tra i marescialli che chiesero l'abdicazione dell'Imperatore; e con la resa della Francia, egli riuscì, trattando con lo zar Alessandro, a far sì che l'Alsazia rimanesse francese.
Da allora in poi le sue presenze a corte furono sempre più rare, ma accettò il seggio in Senato durante i Cento Giorni.
È stato uno dei 18 marescialli di Napoleone (su 26) membri della Massoneria.
Il 14 settembre 1820 morì a Parigi, assistito dalla sola moglie (tutti i suoi figli erano morti).
Nonostante non fosse un genio tattico-strategico egli fu sempre un onesto soldato, coraggioso e coerente, al contrario di altri marescialli; i suoi prigionieri furono sempre trattati con umanità e tendenzialmente non era portato alla razzia. Lui e sua moglie furono sempre presi in giro per i loro modi rozzi e per le loro umili origini, ma si prodigarono sempre nell'aiutare le vittime di guerra.
La sua salma è sepolta nel Cimitero di Père-Lachaise a Parigi.

## Araldica
|  |

|  |